# Poephila
Poephila es un género de aves paseriformes perteneciente a la familia Estrildidae. Sus miembros son nativos de Australia. 

## Taxonomía
Fue descrito por cientíricamente por el ornitólogo inglés John Gould en 1842 en su libro Bird or Australia en el tomo 6, página 93. La etimología del nombre es: Poe= hierba y philia= amante.

## Especies
El género Poephila consiste en las siguientes tres especies:
- Poephila personata - diamante enmascarado;
- Poephila acuticauda - diamante colilargo;
- Poephila cincta - diamante gorjinegro.